# Lori pitgroc
El lori pitgroc (Trichoglossus capistratus) és una espècie d'ocell de la família dels psitàcids que habita la selva humida de Sumba, Wetar i Timor, a les illes Petites de la Sonda. Conté diverses subespècies, ubicades tradicionalment a Trichoglossus haematodus.